# バミリオン・プレジャー・ナイト
『バミリオン・プレジャー・ナイト』 (Vermilion Pleasure Night) は、一部テレビ東京系列局で放送された吉本興業制作のバラエティ番組である。監督は石橋義正。

## 概要
この番組は、コント・アニメ・歌などをテーマにした様々なコーナーによって構成されていた。しかし、どれを取っても万人受けする内容であるとは言い難く、過激で難解なものも多かった。（所謂シュルレアリスム）。レギュラー陣は主に女優や女性ファッションモデル（中にはスーパーモデルもいた）などによって構成され、『ASAYAN』からデビューしたユニットSay a Little Prayerの元メンバー・片桐華子、まだ知名度が低かったアンミカが出演している。
番組終了後の2001年4月より、この番組のコーナーを収録したDVDが順次リリースされた。2002年には総集編として映画版も公開された。
いまだに熱狂的なファンが多く、人気だったコーナー「フーコン・ファミリー」は「オー!マイキー」と改題しDVD化されたほか、2002年からテレビ東京系列で断続的に放送されていた。また、「人形芸人 ドント&ノット」は独立番組として一部のテレビ東京系列およびBSジャパンで放送された。

## 出演者
- 片桐華子（元・Say a Little Prayer）
- 篠原麻希子
- ANN （現在はアンミカ）
- RIO（現在は山本リオ）
- 河原あや（現在は羽鳥未紗）
- 神崎リカ
- 藤田佳代子
- 高野佳代子（現在は高野カオル）
- こまき
- 生駒祐子（mama!milk)
- 平田千恵
- 桑原里佳
- 安積奈保

## 主なコーナー・コント
フーコン・ファミリー
出演者が全員マネキン人形のドラマ（スケッチ・コメディー）。残虐な設定も多く、ストーリー展開はかなり波乱に満ちている。マネキン人形であることを利用したネタは少ない。フーコンファミリーは吉忠のCMに出演したこともある。このコーナーは番組終了後に独立し、2001年10月から『オー!マイキー』と題して断続的に放送された。「オー!マイキー」とは異なり、本コーナーはタイトル通り、フーコンファミリーをメインにした内容だった。
ミッドナイトクッキング
料理番組をモチーフにしたコント。前期では残虐な設定も多く、まともに料理を作れたことはもちろんない。後期では演歌を歌いながら料理するスタイル（歌うクッキング）に路線変更し、前期での残虐さは薄れた。また、河原あやは番組内ではこのコーナーのみに出演。
非行少女孝子
主人公の女子高生である本間孝子（演：片桐華子）以外の出演者が全員マネキン人形のドラマ。孝子がマネキン人形を壊しまくる。ちなみに初回では学校の校舎の裏（この時はスケバン風の女子高生を模したマネキン3体に囲まれていた）や家で喫煙を行なった挙げ句、体育教師を模したマネキン（下校途中の孝子が自販機でタバコを購入している際に見つかり説教され、説教の最中に川へ投げ飛ばしている）・母親を模したマネキンをともに家の2階の窓から投げ落としたり、別の回ではコンビニエンスストアで孝子が商品の万引きを行ない、更に父親の同僚が家に来た際にはその同僚を模したマネキンをガスコンロの火の上に炙らせていた。
ゲストコーナー
司会者が謎の被り物をしている点を除けばごく普通のゲストコーナー。ゲストの大半はミュージシャン。
ゾンビ一家
ゾンビ一家の日常を描いたコント。母は怒り出すと2人の娘たちに斧を刺してしまうが、死ぬことはない。しかし、ゾンビなのに父親が老衰もしくはゾンビ界の病なのかは不明だが、「肌がかさかさになってからあっという間に」亡くなっている。全員関西弁で話し、マンションに住んでいる。会話は食卓のみで行われ、真ん中に母親、右に姉のヨシコ、左に妹のミサコが座っている。ゾンビなためか、ホラー映画を観て爆笑する。
Starship Residence
上層と下層でかなり様相の異なる宇宙船内での出来事を描いたコント。上には言葉が唸り声のオレンジ色の顔と3本の指で体は人間と同じエイリアンの青年が住んでいる。畳の部屋でブラウン管テレビとちゃぶ台がある。寝る時は敷き布団。窓から訪問客がやってくるが、訪問客に撃たれそうになったり、高い買い物をさせられたりと散々である。下の階には卵のような頭で露出した衣装の見た目は女性のエイリアン3人が住んでいる。堕落した生活であり、十日間飲み続けた事もある。短気であり、喧嘩になり相討ちになったこともある。
クイズ・ロングショット、クイズ「どっちがどっち？」、クイズ「地球的視野で考えよう」
水着にアクセサリー、赤髪のウィッグを被った神崎リカが様々なクイズを出題するコーナー。
人形芸人ドント&ノット
女性漫才コンビが主人公のクレイアニメ。 BSにて5分程度で不定期に放送されたこともある。 声は海原やすよ ともこ。
唄う六人の女
内容はタイトルそのまま。和服の六人の女性が歌ったり踊ったりする。片桐華子の高い歌唱力が最も活かされたコーナーであり、レギュラー陣およびmama!milkのアコーディオン奏者・生駒祐子も艶やかに奏でるキャラクターを演じている。
ワンポイント英会話
篠原麻希子扮する、厚化粧で花魁らしき和服の女性が講師を務めるコーナー。ここで紹介される英語は正しいものの、日常生活で使える機会はかなり限定されている。『ズームイン!!朝!』（日本テレビ）でかつて放送されていたコーナー『Wickyさんのワンポイント英会話』とは無関係。
Cathy's House
ポップな一室を舞台にし、生身の人間が人形風の動きをするコント。出演者は全員女性だが、声は監督・石橋義正が全役担当。バービー人形のように常に表情は変わらず、肘や膝がほとんど曲がらない。主人公はキャシー。一緒に住むのはルーシー。友人にデイジーとイライザがいる。
フェデリコな酒場
モノクロフィルムと挿入曲（mama!milkのマダムマリー、シュガーダディ）がさらに色濃く演出しているショートムービー。レギュラーメンバーと恐らくスタッフが参加している作品中もっとも芸術性の高い作品。後半に登場するドレッド風味でシマ服の人物は石橋義正。
デザートオペラ
砂漠を舞台に人形のようなキャラクターがオペラを演じたり、空中を飛び回るテレビがいたりするなど、片桐華子の実力を窺えるシュールな作品。
QUICK GIRL
京都駅を舞台に数人の暗殺者が互いに殺し合うブラックな作品。周りには一般人もいる中で撮影を強行したこの作品はカメラワークや立ち回り、出演者の演技などが特徴的で、オチはデウス・エクス・マキナ的。また、この回は番組史上最高視聴率を記録した。
Dr.フェロー
ANNとRIOが扮する二人の女医が包帯でグルグル巻きにされた患者にリズムに乗せて踊りながらシュールな治療を施すコント。患者に扮した片桐華子（初回のみ片桐に加えて藤田佳代子、米谷里葉も）の美声と悲鳴が花を添えている。唯一片桐がメインとなった第3回「医者が来る」はその後、「怖いCM」としてインターネット上で拡散されるようになった

## 放送局
| 放送対象地域 | 放送局         | 系列                 | 放送日時                                                                   |
| ------------ | -------------- | -------------------- | -------------------------------------------------------------------------- |
| 関東広域圏   | テレビ東京     | テレビ東京系列       | 日曜 24:20 - 24:45 （2000年7月2日 - 2000年12月24日）                       |
| 大阪府       | テレビ大阪     | テレビ東京系列       | 土曜 25:25 - 25:50 （2000年9月まで） 土曜 26:35 - 27:00 （2000年10月以降） |
| 愛知県       | テレビ愛知     | テレビ東京系列       | 月曜 25:00 - 25:30 （2001年1月8日 - 2001年7月16日）                        |
| 日本全国     | チャンネルNECO | CSチャンネル         |                                                                            |
| 日本全国     | Yahoo!動画     | インターネットテレビ |                                                                            |